# Hernando Liñán Castaño
Hernando Liñán Castaño (c. 1893-1940) fue un sindicalista y militar español.

## Biografía
Nacido en 1892 o 1893. Fue militar de carrera, alcanzando el grado de alférez, pero en el año 1922 fue expulsado del ejército por un Tribunal de Honor formado por los alféreces de Infantería (E.R.) del Batallón expedicionario del Regimiento Gerona n.º.22 (sus compañeros). Pasó al sector privado, llegando a trabajar para el Banco de Ceuta. Afiliado a la Unión General de Trabajadores (UGT), llegó a ser secretario por Ceuta de la Federación española de trabajadores del crédito y las finanzas.
A la par que la UGT, también fue miembro del PSOE. Se inició en la masonería, donde empleó el nombre simbólico de «Paz».
Al comienzo de la Guerra civil se encontraba en Valencia en situación de retirado del ejército, uniéndose con posterioridad al nuevo Ejército Popular de la República. En junio de 1937 ejerció brevemente el mando de la 99.ª Brigada Mixta, durante el periodo de formación de la unidad. En la primavera de 1938 fue nombrado comandante de la 3.ª Brigada Mixta, situada en Cataluña, participando en algunas acciones secundarias en el río Ebro. Unos meses después se hizo cargo de la 209.ª Brigada Mixta, con la que operó en el frente de Extremadura. Durante el transcurso de la contienda también fue comandante militar de Almería por algún tiempo.
Capturado por los franquistas al final de la guerra, sería fusilado en Almería el 20 de abril de 1940.